# Salvatore Saponaro

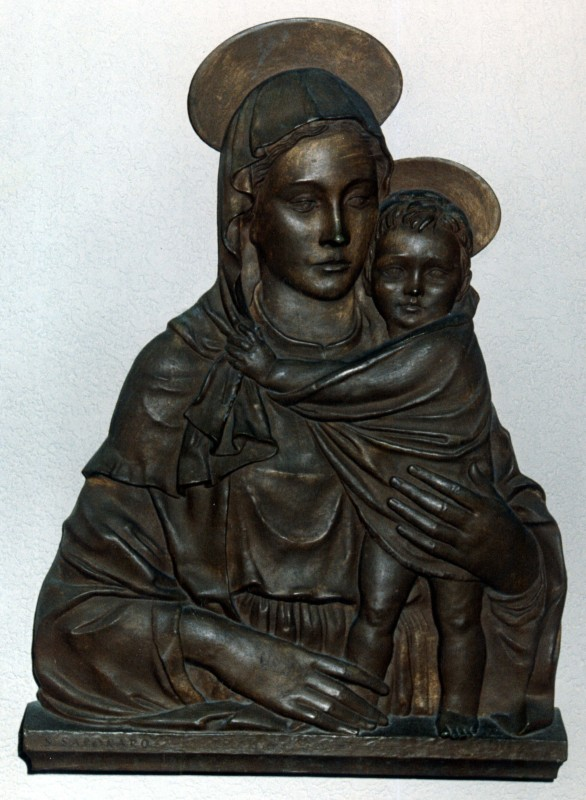
Madonna con il Bambino, 1930 ca. (Fondazione Cariplo)

Salvatore Saponaro (San Cesario di Lecce, 30 marzo 1888 – Bizzozero, 1970) è stato uno scultore italiano.

## Biografia
La sua prima formazione si svolge a Lecce, dove dal 1906 compie l’apprendistato di scultore e ceramista presso Augusto Lucrezio. Tre anni dopo, vinta una borsa di studio dell’Amministrazione Provinciale di Lecce, si trasferisce a Roma per frequentare l’Accademia di Belle Arti, visitando assiduamente anche i musei, ed esordisce all’Esposizione Primaverile romana del 1915 con una serie di targhe in bronzo che ottengono il plauso di Angelo Zanelli e Giulio Aristide Sartorio. Alla fine della prima guerra mondiale, nella quale combatte subendo anche un duro periodo di prigionia in Germania, si reca per breve tempo a Firenze e in seguito a Milano, dove si stabilisce dal 1921 avviando la propria attività artistica. Come scultore-decoratore collabora con i maggiori architetti dell’epoca fra i quali Giovanni Muzio e Tommaso Buzzi, di cui esegue anche i ritratti, esponendo le proprie opere ad alcune fra le principali rassegne dell’epoca (Biennale di Venezia del 1926; Mostra Internazionale di Arti Decorative di Monza del 1927) e alle varie Esposizioni di Arte Sacra di Milano. La sua produzione ufficiale comprende alcuni interventi decorativi in palazzi pubblici di Milano e Belluno, le statue per la Fontana dei Tritoni di Milano (1928) e la realizzazione di opere funerarie e di vetrate. Alla fine degli anni 20 scelse come luogo di ritiro e di decentramento della sua attività la quiete del Varesotto abitando a Bizzozero nella villa chiamata “la novella” che progettò e fece costruire egli stesso, dove si ritirò definitivamente fino alla morte avvenuta nel 1970.

## Opere
- "Allegoria dei mestieri e delle attività produttive", portale in marmo di Zandobbio della Banca Popolare di Bergamo (ex Banca Bergamasca), Bergamo[1]
- "Allegorie delle attività istituzionali e del territorio", Palazzo della Provincia, Milano[2]
- Decorazioni plastiche, Palazzo Comunale di Padova ala Moretti-Scarpari, Padova[3]
- Fontana del Tritone, Via Andegari, Milano, arch. Alessandro Minali (1928)[4]
- Formella bronzea dedicata al martire della Grande guerra Giovanni Battista Aicardi, Casa del Mutilato e Invalido, Imperia[5]
- Fregio del Monumento ai Caduti di Milano (1927-1929)[6]
- Lapide commemorativa in marmo, tomba di Giovanni Battista Aicardi, cimitero monumentale di Staglieno, Genova[7]
- "Le arti", Palazzo Cusini, Via Durini 9, Milano (1928)[8]
- Sigillo dell'Università Cattolica del Sacro Cuore[9]
- 3 bassorilievi in pietra in fregio alla facciata della Banca Nazionale del Lavoro - Paribas- a Milano in Piazza san Fedele. Il matrimonio del Manzoni, la lezione del Parini e la battaglia di legnano

## Opere in ceramica
Opere realizzate per Richard-Ginori
- "Pellegrino stanco", (con Gio Ponti, 1925-1928)[10]
- "La letizia" (con Gio Ponti, 1923-1925)
- "L'ospitalità" (con Gio Ponti, 1923-1925)[11]